# Fils de lutte
Albums de Trust
Dans le même sang
(2018) Propaganda
(2022)
Singles
1. Les murs finiront par tomber
Sortie : 6 septembre 2019

Fils de lutte est le onzième album studio du groupe de hard rock français Trust, sorti fin septembre 2019, soit seulement un an et demi après le précédent,. 

## Présentation
Comme le précédent album studio Dans le même sang, Fils de lutte a été enregistré dans les conditions du « live » et mixé par Mike Fraser.
C'est la première fois, dans l'histoire de Trust, que le groupe sort un nouvel album avec la même formation que l'album précédent.

## Enregistrement
Dans une vidéo diffusée le 21 mars 2019, le groupe annonce être (et se montre) en studio en train de préparer l'enregistrement d'un nouvel album devant être enregistré (comme le précédent album) dans les conditions de la scène et à paraître en septembre de la même année. Le 2 avril 2019, le groupe révèle avoir « [mis] en boite le nouvel album » soit « 12 titres enregistrés live en trois jours ». 

## Parution et promotion
La vidéo promotionnelle de « Les murs finiront par tomber », le premier titre extrait de l'album, sort le 6 septembre 2019.
Fils de lutte sort le 27 septembre 2019 chez Verycords.

## Liste des morceaux
| No  | Titre                           | Durée |
| --- | ------------------------------- | ----- |
| 1.  | Portez vos croix                | 4:32  |
| 2.  | Les murs finiront par tomber    | 4:08  |
| 3.  | Amer Saheb (Massoud l'Afghan)   | 4:56  |
| 4.  | J'ai cessé de compter           | 4:39  |
| 5.  | Miss Univers                    | 3:47  |
| 6.  | Tendances                       | 4:46  |
| 7.  | Le soleil brille pour tous      | 3:25  |
| 8.  | Y'a pas le feu mais faut brûler | 4:25  |
| 9.  | On va prendre cher              | 4:47  |
| 10. | C'n’est pas d’ma faute          | 4:53  |
| 11. | Ce n'est pas la Corée du Nord   | 4:41  |
| 12. | Delenda                         | 4:29  |

## Personnel

### Formation
- Bernie Bonvoisin : chant
- Norbert Krief : guitare
- Ismalia Diop : guitare
- David Jacob : basse
- Christian Dupuy: batterie

### Équipe technique
- Réalisation : Madje Malki
- Mixage : Mike Fraser